# Melanopareia maximiliani
Il pettolunato capoliva o pettolunato del Chaco (Melanopareia maximiliani (d'Orbigny, 1835)) è uccello passeriforme appartenente alla famiglia Melanopareiidae.

## Etimologia
Il nome scientifico della specie, maximiliani, rappresenta un omaggio al naturalista ed esploratore tedesco Maximilian zu Wied-Neuwied.

## Descrizione

### Dimensioni
Misura 15 cm di lunghezza, per 16,7-18,2 g di peso: a parità d'età, i maschi sono leggermente più grossi e pesanti rispetto alle femmine.

### Aspetto

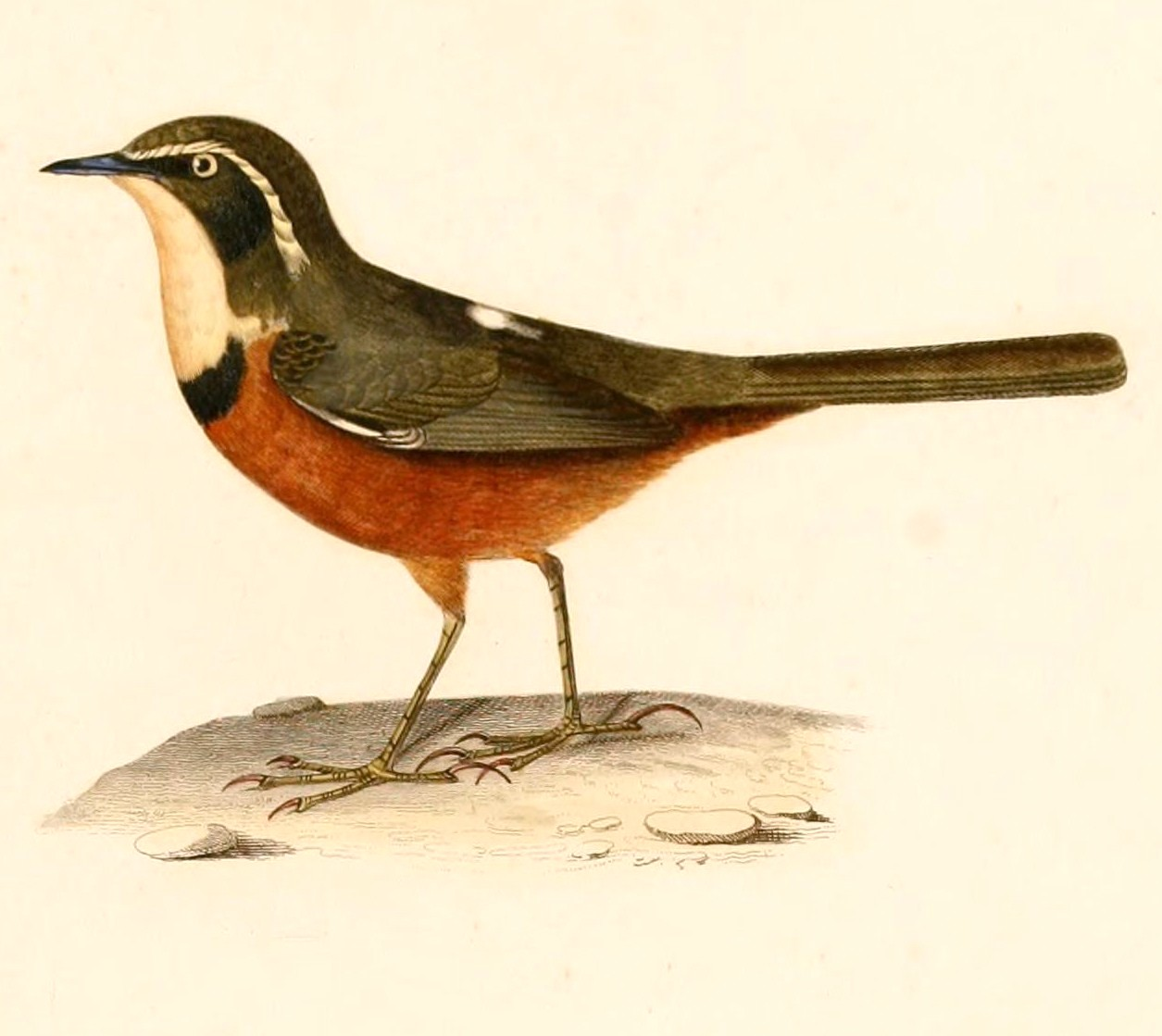
Illustrazione a cura di d'Orbigny.

Si tratta di uccelletti dall'aspetto paffuto e massiccio muniti di grossa testa arrotondata e allungata dal becco conico piuttosto corto e sottile, zampe forti e piuttosto lunghe, ali appuntite e coda lunga quanto il corpo, piuttosto sottile e dall'estremità squadrata.
Il piumaggio si presenta di colore grigio-olivastro su fronte, vertice, nuca, dorso, ali e coda, con presenza di decise sfumature di color nocciola su queste ultime due parti: la gola ed il sopracciglio sono di color giallo ocra, mentre la mascherina facciale (che si prolunga sulle guance e sui lati del collo) è nerastra. Petto e ventre sono di color bruno-ruggine, col sottocoda che è bruno-grigiastro: sulla parte superiore del petto, al confine col giallo golare, è presente una banda trasversale nera a forma di mezzaluna. Al centro del dorso è presente una macchia circolare biancastra, ben visibile quando l'animale spiega le ali.
Il becco si presenta di colore nerastro, le zampe sono di colore grigio-rosato e gli occhi sono di colore bruno scuro.

## Biologia
Il pettolunato capoliva è un uccello diurno e solitario (sebbene possa capitare di osservarlo in coppie), piuttosto guardingo, che passa la maggior parte della giornata muovendosi al suolo o fra i rami bassi degli arbusti, verosimilmente alla ricerca di cibo.
Il richiamo di questi uccelli è composto da una serie di 3-7 note, generalmente emesse in crescendo, corte, acute e liquide: le popolazioni più meridionali presentano richiami marcatamente più veloci rispetto a quelle diffuse nel resto dell'areale.

### Alimentazione
La dieta di questi animali rimane ignota.

### Riproduzione
La stagione riproduttiva sembra estendersi da settembre a dicembre, ma l'osservazione di giovani appena involati in aprile porterebbe a supporre un'attività riproduttiva potenzialmente presente durante tutto l'anno: si tratta molto probabilmente di uccelli monogami.
Il nido ha forma globosa e viene costruito intrecciando rametti e fibre vegetali ed ubicato al suolo o fra i rami  bassi di un arbusto, ben nascosto fra il fogliame: mancano altre informazioni circa la riproduzione.

## Distribuzione e habitat

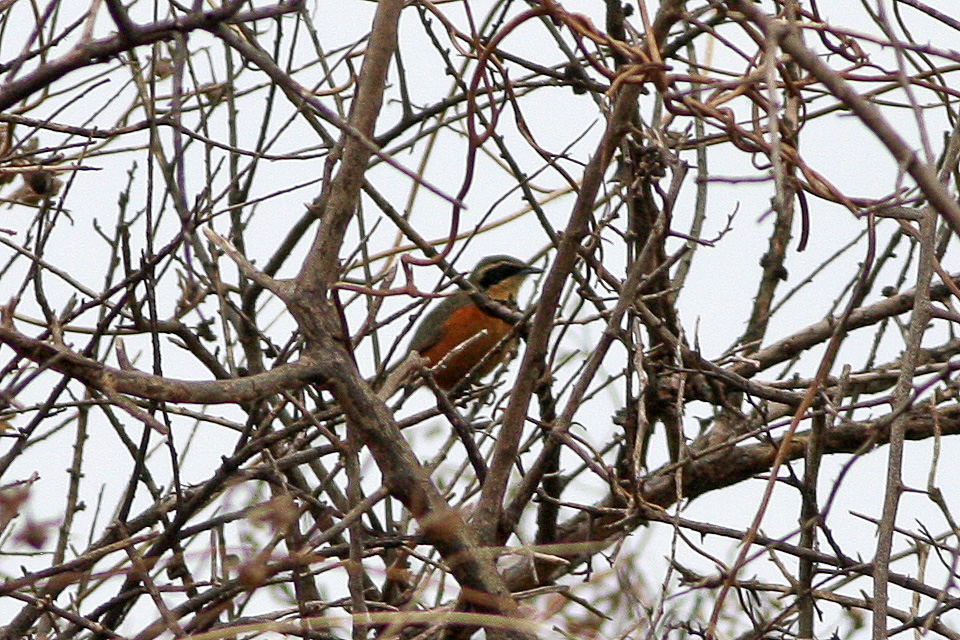
Esemplare nel dipartimento di Anta.

Il pettolunato capoliva è diffuso in Sudamerica centrale, occupando un areale che si estende dalle pendici orientali (le cosiddette yungas) delle Ande dalla Bolivia centrale (a sud di La Paz) all'Argentina settentrionale (province di San Luis orientale, Cordoba occidentale e Formosa, attraverso il Gran Chaco paraguayano.
L'habitat di questi uccelli è rappresentato dalle aree aride erbose e cespugliose fra i 1700 ed i 2950 m di quota (sebbene questi uccelli possano essere sporadicamente osservati giù fino a 1200 m di quota).

## Tassonomia
Se ne riconoscono tre sottospecie:
- Melanopareia maximiliani maximiliani (d'Orbigny, 1835) - la sottospecie nominale, endemica delle yungas della Bolivia occidentale;
- Melanopareia maximiliani argentina (Hellmayr, 1907) - diffusa dalla Bolivia centrale all'area di confine fra le province di Cordoba e San Luis;
- Melanopareia maximiliani pallida Nores & Yzurieta, 1980 - diffusa dalla Bolivia sud-orientale al nord dell'Argentina (dalla provincia di Formosa alla provincia di Córdoba;

La sottospecie pallida (ed in particolare le popolazioni dell'estremità meridionale dell'areale della suddetta, che potrebbe rappresentare addirittura un taxon distinto) presenza differenze nelle vocalizzazioni rispetto alle altre, il che potrebbe comportarne l'elevazione al rango di specie a sé stante: le affinità filetiche delle popolazioni del dipartimento di Cochabamba rimangono incerte e andrebbero approfondite.